# 閃亂神樂 PEACH BEACH SPLASH
《閃亂神樂 PEACH BEACH SPLASH》是Marvelous於2017年3月16日發售的PlayStation 4的遊戲平台。索尼互動娛樂於2017年6月27日在推出正體中文版。

## 外部連結
- 官方网站（日語）